# Mosiera ekmanii
Mosiera ekmanii là một loài thực vật có hoa trong Họ Đào kim nương. Loài này được (Urb.) Bisse mô tả khoa học đầu tiên năm 1985.